# Antoine Bernard d'Attanoux
Antoine Bernard d'Attanoux (Aix-en-Provence, 18 marzo 1853 – Nizza, dicembre 1954) è stato un esploratore e giornalista francese.

## Biografia
Antoine Bernard nacque il 18 marzo 1853 nel comune di Aix-en-Provence. I suoi genitori erano Charles-Jean-Baptiste Bernard e Amélie Coulomb. Dal 1872 al 1873 frequentò l'École spéciale militaire de Saint-Cyr. Fu nominato sottotenente nel 2º battaglione di fanteria leggera, e nel 1878 luogotenente del 3º reggimento dei Tirailleurs algériens. Lasciò l'esercito il 18 settembre 1880, e il 4 dicembre dello stesso anno Antoine Bernard e suo padre aggiunsero "d'Attanoux" ai loro cognomi.
Nel 1895 fu premiato dalla Société de Géographie, e divenne corrispondente fisso del quotidiano Le Temps da Algeri.

## Africa
Bernard tra il 1884 e il 1893 compì numerosi viaggi in Algeria, Libia, Marocco e Tunisia, durante questo periodo inizio a collaborare e scrivere per il quotidiano Le Temps. Da ottobre 1893 all'aprile 1894, d'Attanoux insieme ad altri francesi partecipò alla missione commerciale in Sudan guidata da Gaston Méry.
Da giugno a novembre 1896 intraprese un'altra missione in Marocco.

## Opere
- Antoine Bernard d'Attanoux, Voyage d'exploration chez les Touareg, Bulletin de la Société de Géographie de Lille, 1895.
- Antoine Bernard d'Attanoux, Tripoli et les voies commerciales du Soudan, Annales de Géographie, 1896.
- Antoine Bernard d'Attanoux, Les grandes concessions coloniales en Afrique, 1899.
- Antoine Bernard d'Attanoux, La Marche et la pratique du tourisme à pied, 1908.